# Tratado de Usura
Tratado de Usura (em catalão: Tractat d'Usura) é uma obra literária escrita por Francisco Eiximenis em catalão em torno de 1374, possivelmente na Catalunha.

## Conteúdo
A obra trata sobre o tema da usura, que foi muito debatido pelo Direito Canónico medieval. Originalmente, de acordo com o índice, tinha 28 capítulos, dos quais, no entanto, sobreviveram apenas 14. Além disso, há 5 capítulos desta obra que são reproduzidos literalmente no "Lo Crestià," dentro dos capítulos dedicados a este tema no pecado da avareza.[a]
Na parte preservada, Francisco geralmente adota uma postura restritiva em relação à usura, baseando-se no Evangelho de Lucas 6.35 que afirma que quem empresta algo não deve pedir nada em troca. Ele parte do princípio geral da caridade cristã, tão importante na escola franciscana à qual pertencia. No entanto, ele aceita alguns casos e também a licitude dos censals e violaris, que eram os direitos a receber uma renda em troca de uma quantidade de dinheiro, outro tema muito debatido na canonística medieval. A fonte que Eiximenis utiliza para justificar a licitude de censals e violaris é um pequeno tratado sobre esse assunto feito pelo dominicano Bernardo de Puigcercós.

## Influências
Esta obra presenta influência de diversas fontes canónicas. Assim, ademais das obras clássicas de direito canónico medieval, como o Decreto de Graciano ou as Decretais de Gregório IX, lhe influem canonistas, como Henrique de Susa (o seu admirado Hostiense), Raimundo de Penaforte ou Godofredo de Trani. Também lhe influem autores escolásticos como os franciscanos Alexandre da Alessandria ou Duns Escoto e inclusive dominicanos como Tomás de Aquino ou Durando de Saint Pourçain. Foi transcrito e editado por Josep Hernando i Delgado en 1985 a partir do manuscrito nº 42 do Mosteiro de São Cucufate, que se encontra no Arquivo da Coroa de Aragão.